# Sexualwissenschaft
Die Sexualwissenschaft oder Sexualforschung (auch Sexologie bzw. Sexuologie) befasst sich mit der Lehre vom Geschlechtsleben, der Sexualität im weiteren und im engeren Sinne. Die Arbeitsschwerpunkte liegen neben der empirischen Forschung bei den physiologischen, psychischen und soziokulturellen Aspekten der Sexualität sowie der Entwicklung von pädagogischen und therapeutischen Angeboten. Sexualwissenschaftler kommen aus verschiedenen wissenschaftlichen Disziplinen, oft haben sie beruflich einen medizinisch-psychologischen Hintergrund.

## Sexualwissenschaft als Disziplin
Als multidisziplinär ausgerichtete Wissenschaft und entsprechend der vielfältigen Grundberufe von Sexualwissenschaftlern haben sich psychologisch-theoretische, naturwissenschaftlich-empirische und sozialwissenschaftliche Strömungen entwickelt, die sich mit der Sexualität des Menschen befassen und der Berufsgruppe zahlreiche Tätigkeits- und Aufgabenfelder ermöglichen, um sich den psychischen und soziokulturellen Aspekten der Sexualität, aber auch ihren physiologischen Grundlagen zu widmen.

### Einzelwissenschaft
Zum Gegenstand der Sexualwissenschaft gehören unter anderem die sexuelle Entwicklung des Menschen, sein Sexualverhalten, Fragen der Sexualerziehung sowie Ursachen, Genese und Therapie von Sexualstörungen. Selten erwähnt, wenn auch nicht unwesentlich, sind die sexualpolitischen Stellungnahmen, beispielsweise bei der Gesetzgebung in Deutschland oder der EU.
Im Mittelpunkt der Sexualwissenschaft stehen die biologisch-sexuellen, die erotischen und die sozialen Bedingungen der menschlichen Intimbeziehungen. Das Interesse gilt sowohl dem so genannten „normalen“ Verhalten – das, was jeweils als soziale Norm erachtet wird – als auch dem außergewöhnlichen Verhalten. Die Unterscheidung fällt aber immer vor dem Hintergrund sich beständig wandelnder gesellschaftlich-kultureller und politischer Normen. Jede Sexualforschung ist letztendlich subjektiv und kann sich nicht auf eine vermeintliche Objektivität beziehen. Dies macht sie risikoanfällig, eröffnet aber zugleich auch Chancen. Nach Volkmar Sigusch denkt eine seit den 1960er Jahren entstandene kritische Sexualwissenschaft „vom Widerspruch her, geht beidem nach, Licht und Schatten, auch in sich selbst“. Die Hauptaufgaben sieht er darin, den Wandel, den man in der Kultur und in den persönlichen Verhältnissen beobachten kann, zu erforschen und danach für die Störungen und Suchtformen Beratungs- und Behandlungsmöglichkeiten zu entwickeln. Die Sexualwissenschaft hat immer ein praktisches, oft aber auch ein gesellschaftspolitisches Interesse.

### Bezugswissenschaften
Als Einzelwissenschaft ist die Sexualwissenschaft zugleich multidisziplinär ausgerichtet. Sie bezieht sich auf die Erkenntnisse zahlreicher anderer wissenschaftlicher Disziplinen. Dazu gehören die Medizin im Allgemeinen, aber auch Andrologie, Gynäkologie, Urologie, Infektiologie, Innere Medizin, Psychosomatik und Psychiatrie im Besonderen, daneben Psychologie, Psychotherapie und Biologie, aber auch Ethologie, Ethnologie, Anthropologie und Soziologie, Pädagogik und Kulturwissenschaft. Überdies werden auch Erkenntnisse aus Politikwissenschaft, Geschichtswissenschaft, Rechtswissenschaft und Rechtsmedizin herangezogen. Teilweise haben sich einzelne Vertreter dieser Disziplinen speziellen sexualwissenschaftlichen Fragestellungen gewidmet.

### Studium und Tätigkeit
Noch ist in Deutschland ein Studium der Sexualwissenschaft im Hauptfach mit einer Ausnahme nicht möglich.
Nach ihrem Studium anderer wissenschaftlicher Disziplinen haben sich Sexualwissenschaftler auf verschiedene Weise spezialisiert, in den Anfängen meist autodidaktisch durch das Studium der einschlägigen Literatur und durch kollegialen Austausch. Mit Gründung der Deutschen Gesellschaft für Sexualforschung (DGfS), der ältesten Fachgesellschaft in Deutschland, wurde die Fortbildung von Sexualwissenschaftlern seit 1950 erstmals organisiert und systematisiert, nachdem das erste sexualwissenschaftliche Institut – von Magnus Hirschfeld gegründet – von den Nationalsozialisten zerschlagen worden war. Seitdem haben sich neben Fachkongressen zunehmend Fort- und Weiterbildungsangebote etabliert, beispielsweise am sexualwissenschaftlichen Institut des Universitätsklinikum Hamburg-Eppendorf.
Die Hochschule Merseburg bietet mit ihrem Master-Studiengang Angewandte Sexualwissenschaft ein postgraduales Studium an. Daneben wird ein berufsbegleitender sogenannter Weiterbildungsmaster Sexologie angeboten, der einen berufsqualifizierenden Hochschulabschluss voraussetzt.
Seit dem Wintersemester 2022/23 bietet auch die privat geführte „Medical School Berlin“ einen eigenständigen, akkreditierten Masterstudiengang „Sexualwissenschaft“ an, der vier Semester dauert.
Sexualwissenschaftler sind in verschiedenen Organisationsstrukturen tätig an Universitäten, in Kliniken und Beratungsstellen, in Weiterbildungsinstituten und/oder als niedergelassene Psychotherapeuten in privater Praxis. Je nach individueller beruflicher Ausrichtung beteiligen sie sich an Forschung und Lehre, an der Theorienbildung, an Intervision und Supervision, an der Entwicklung pädagogischer und therapeutischer Konzepte, sowie an Gender Studies oder der Behandlung von Patienten mit sexuellen Funktionsstörungen oder Perversionen.

## Geschichte

### Vorläufer und Anfangsbedingungen
Vorläufer der Sexologie gab es in der griechischen und römischen Antike, als Philosophen wie Platon (428–348 v. Chr., gr.) und Aristoteles (384–322 v. Chr., gr.) und Ärzte wie Hippokrates von Kos (460–370 v. Chr., gr.), Soranos von Ephesos (ca. 100 n. Chr., röm.) und Galenos (129–216 n. Chr., röm.) Fragen der Sexualerziehung, Sexualgesetzgebung, Sexualethik, der sexuellen Reaktionen und Funktionsstörungen, der Fortpflanzung und Empfängnisverhütung diskutierten. Gemeinsam hatten sie, dass sie sich um theoretisches Wissen, also objektive, rationale Einsicht in biologische und soziale Tatsachen und Vorgänge bemühten – dies im Gegensatz zu Werken, welche die ‚Liebeskunst‘ beschrieben und Anleitungen zum praktischen Tun, zu einem subjektiven und persönlichen Erleben, wie etwa der Ars amatoria von Ovid (43 v. Chr. – 17 n. Chr., röm.) oder dem Kama Sutra von Mallanaga Vatsyayana (etwa 250 n. Chr.).
Arabische und jüdische Wissenschaftler wie Abu Bakr Muhammad Ibn Zakariya ar-Razi, Avicenna, Averroes, Maimonides und andere setzten die wissenschaftliche Tradition fort. In der Renaissance machte die wissenschaftliche Tradition auch in Europa wieder wesentliche Fortschritte und Leonardo da Vinci wurde zum Vater der modernen Anatomie. Er beschrieb dabei auch die inneren Sexualorgane, Coitus und Schwangerschaft und lieferte davon genaue anatomische Zeichnungen. Danach veröffentlichte der Anatom Andreas Vesalius das erste exakte Lehrbuch der menschlichen Anatomie, Gabriele Falloppio beschrieb erstmals die Eileiter und verfasste die erste gesicherte Beschreibung der Syphilis, Reinier De Graaf beschrieb als erster die Ovarialfollikel und die weibliche Ejakulation, Caspar Bartholin der Jüngere die Scheidenvorhofdrüse, William Cowper die Cowper-Drüse, 1642 schrieb der römische Arzt J. B. Sinibaldus mit Genanthropoeia ein umfassendes Lehrbuch, das auch die sexuelle Anatomie und die erotische Stimulation behandelte und 1677 sah Antoni van Leeuwenhoek erstmals eine Spermazelle unter dem Mikroskop.
Carl von Linné führte 1735 mit dem Werk Systema Naturae sein heute veraltetes Klassifizierungssystem von Pflanzen nach dem Charakter und der Anzahl ihrer Fortpflanzungsorgane ein, den methodus sexualis (→ Sexualsystem der Pflanzen). Es beeindruckte Gelehrte und wurde von Moralisten heftig angegriffen, da es z. B. bei der gleichen Blüte die Kohabitation eines männlichen Staubgefäßes mit mehreren weiblichen Stempeln beschreibt. Es wurde als Verleumdung Gottes angesehen, der unmöglich eine solche Unkeuschheit hätte erschaffen können, und Lehrer wurden beschworen, das System nicht im Schulunterricht zu erwähnen.
Vorstufen einer Neuordnung des Wissens auf diesem Gebiet waren die ausufernden Antimasturbations-Kampagnen ab dem 17. Jahrhundert. An der dabei hervorgebrachten Literatur lässt sich ablesen, wie sehr die moderne Erfindung der Sexualität einherging mit ihrer Regulierung und Disziplinierung durch „schwarze Pädagogik“. Der Quacksalber und Schriftsteller John Marten veröffentlichte in England 1712 sein Pamphlet Onania, welches nach und nach in alle europäischen Sprachen übersetzt wurde. Darin wurde behauptet, dass exzessive Masturbation vielfältige Krankheiten wie Pocken und Tuberkulose verursachen könne. Gleichsam als Bibel der Antimasturbations-Kampagne kann die ab 1760 in unzähligen Auflagen verbreitete Schrift L’Onanisme des Lausanner Arztes Simon-Auguste Tissot gelten. Für die nächsten 150 Jahre wurde die Angst vor dem „Masturbationswahnsinn“ zu einem beherrschenden Thema der Gesundheitsvorsorge und der Sexualerziehung von Kindern und Jugendlichen. Etwas später widmeten sich deutsche Pädagogen wie J. Oest und J. H. Campe dem Kampf gegen die sexuelle Selbstbefriedigung.
Der Genfer Pädagoge Jean-Jacques Rousseau veröffentlichte 1762 seinen einflussreichen Erziehungsroman Emile oder über die Erziehung, indem er die Bewahrung sexueller Unschuld bei Kindern und Jugendlichen verlangt. Der schottische Chirurg John Hunter veröffentlichte 1786 in seinem Buch A Treatise on the Venereal Disease („Abhandlung über venerische Krankheiten“) zum ersten Male eine ausführliche wissenschaftliche Sexualtherapie gegen Impotenz. Die englische Schriftstellerin Mary Wollstonecraft veröffentlichte 1792 ihr Buch A vindication of the rights of woman, worin sie weibliche Gleichberechtigung sowohl im privaten Bereich als auch im öffentlichen Leben forderte und die angeblich ‚natürliche‘ weibliche Geschlechtsrolle als Produkt einer patriarchalischen Ideologie entlarvte.
Im Jahr 1798 veröffentlichte der englische Geistliche Thomas Malthus sein Essay über das Prinzip der Bevölkerung, in dem er vor einer Übervölkerung des Planeten warnte. 1822 veröffentlichte Francis Place Illustrations and Proofs of the Principle of Population, wo er sich für Geburtenkontrolle und Empfängnisverhütung aussprach. Im Laufe des 19. Jahrhunderts sind weitere bedeutende Vertreter dieser Forderungen: Charles Bradlaugh, Annie Besant, Charles Knowlton, Charles Robert Drysdale und Alice Drysdale Vickery. Von Karl Marx wurden wesentliche Postulate malthusianischer Konzeption kritisiert.
Der Berliner Wilhelm von Humboldt (1767–1835) skizzierte 1826–1827 den Plan für eine „Geschichte der Abhängigkeit im Menschengeschlechte“, die man heute durchaus als sexualwissenschaftlich bezeichnen kann, welche aber nie erschien. Der Plan umfasste neben speziellen Themen wie „Die Geschichte des Zeugungstriebes“ und „Geschichte der Hurerei“ auch Themen, welche das Verhältnis der Geschlechter zueinander insgesamt untersuchten, indem er der historisch-politisch erzeugten größeren Abhängigkeit der Frauen die relativ größere Freiheit der Männer gegenüberstellte. Er klassifizierte auch erstmals wertfrei das menschliche Sexualverhalten nach seinen vier möglichen Zielobjekten: 1.) Selbst, 2.) anderes Geschlecht, 3.) gleiches Geschlecht, 4.) Tier. Ebenfalls 1826 entdeckte Karl Ernst von Baer die Eizelle und 1837 lieferte Alexandre Jean Baptiste Parent-Duchatelet (1790–1836) mit De la prostitution de la ville de Paris die erste große Studie über Prostitution. Seit dem beginnenden 19. Jahrhundert gab es auch eine Anzahl an Hygiene- und Eheratgebern.

### Von der religiösen Sünde zur medizinischen Perversion
Thomas von Aquin (1225–1274), einer der einflussreichsten Theologen des Mittelalters, fasste die gesamte Sexualethik in einer dreifachen Faustregel zusammen. Danach erlaubte Gott sexuelle Handlungen nur: erstens mit dem richtigen Partner (d. h. dem Ehepartner), zweitens auf die richtige Weise (d. h. durch Koitus) und drittens zum richtigen Zweck (d. h. zur Fortpflanzung).
Michel Foucault sah ab dem 19. Jahrhundert den schleichenden Übergang von der Ars erotica („erotische Kunst“) zur Scientia sexualis („Sexualwissenschaft“), welche charakterisiert sei durch eine Vermehrung der Diskurse über den Sex und als Folge daraus einer gleichzeitigen Tabuisierung desselben. Aus der christlichen Beichte entwickle sich eine neue Form des Geständnisses und im Gegensatz zum Geistlichen werde es nicht gleich wieder vergessen, sondern fein säuberlich analysiert. Es kam zu einer „Medikalisierung der Sünde“, die Psychiatrie wurde zur neuen moralischen Inquisition.
1823 veröffentlichte Hermann Joseph Löwenstein seine Dissertation De mentis aberrationibus ex partium sexualium conditione abnormis oriundis („Über die aus dem abnormen Zustand der Geschlechtsteile herrührenden Verwirrungen des Geistes“) und 1826 Joseph Häussler sein Werk Über die Beziehungen des Sexualsystems zur Psyche überhaupt und zum Cretinismus ins Besondere.
Der ungarische Arzt Heinrich Kaan veröffentlichte 1844 in Leipzig seine 124 Seiten starke lateinische Schrift Psychopathia sexualis. Sie steht in der Tradition der vorhergegangenen ‚Onanie-Literatur‘, es war für ihn die Wurzel aller anderen Abweichungen des Geschlechtstriebes. In ihr wurden die Sündenvorstellungen des Christentums in medizinische Diagnosen umgewandelt. Die ursprünglich theologischen Schimpfwörter „Perversion“, „Aberration“ und „Deviation“ wurden so erstmals Teil der Wissenschaftssprache. Bei Kaan galt bereits der heterosexuelle Beischlaf als psychopathologisch, wenn ihn ‚gewollte‘ Phantasien begleiteten. Ausschweifende Phantasie war für ihn die wichtigste Ursache aller ‚verirrten‘ Begierden. Er konstruierte darin noch keine Identitäten, die sich auf pathologisch qualifiziertes Begehren begründen, aber er spekulierte schon über erbliche Faktoren als Disposition zur Entstehung von widernatürlichen Begierden.
Hatte Prosper Lucas in L’Hérédité naturelle (1847–1850) noch Probleme mit der Vererbung psychischer und psychopathologischer Merkmale, so gelang dies scheinbar Bénédict Augustin Morel mit seiner 1857 erschienenen Schrift Traité des dégénérescences physiques, intellectuelles et morales de l’espèce humaine („Abhandlung über die physischen, intellektuellen und moralischen Entartungen des Menschengeschlechts“). Gegenüber früheren Verwendungen, etwa in der Zoologie, Pathologie oder Ethnologie, ist seine Verwendung des Begriffs dégénérescence („Degeneration, Entartung“) Ausdruck seines religiösen Weltbildes. Seine Degenerationstheorie ist moraltheologischen Ursprungs. Grundursache allen Übels sei der Sündenfall, mit dem Bösen sei die Entartung in die Welt gekommen. Ein Teil der Menschen schaffe es, sich anzupassen und bleibe dem ‚type primitif‘ (Adam) ähnlich. Bei Entarteten führten Umwelteinflüsse zu fortschreitender Degeneration. Die sei erblich und unterliege dabei einer Progressivität, welche immer schlimmere Krankheiten hervorrufe und letztendlich zur völligen Unfruchtbarkeit führe. Mit der Progressivität begründete er auch die scheinbar zunehmende Häufigkeit von Entartungen. Abweichungen des Geschlechtssinns gehörten für ihn zu den schwersten Degenerationen. Die Theorien verbreiteten sich sehr rasch sowohl in der Wissenschaft als auch in der Öffentlichkeit. Bald konnte sich ein jeder auf die „natürlichen Gesetze“ berufen, und die progressive Degeneration wurde zu einer offenkundigen Tatsache, die auf Schritt und Tritt sichtbar war: Alkoholismus, Armut, Kriminalität, volle Nervenheilanstalten.
In der deutschsprachigen Psychiatrie wurde Morels Degenerationsbegriff zunächst bis etwa 1880 entgegen der französischen Tradition von einer Zivilisationskritik entkoppelt rezipiert. Der Degenerationsbegriff von Wilhelm Griesinger in der 1861 erschienenen zweiten Auflage seines Werkes Pathologie und Therapie der psychischen Krankheiten legitimierte „die Ausdehnung des Geltungsbereichs psychiatrischer Deutungen von sozial abweichendem Verhalten“ und erlaubte „die Thematisierung von psychopathologischen Übergangsformen zwischen gesunden und kranken Zuständen“. Auch wurden „viele Formen abweichenden Verhaltens, die bisher nicht als krankhaft galten, in die neue Sammelkategorie Degeneration eingegliedert“. Valentin Magnan, der in den Übersetzungen von Paul Julius Möbius in den 1880er Jahren in Deutschland verbreitet wurde, nahm an, dass Degeneration auch durch „starke‚ zufällige[] Einflüsse[]“ bei einem „gesunde[n], normale[n] Mensch[en]“ entstehen könne. Er nahm dabei zwar Morels Lehre auf, ersetzte aber den anthropologisch-religiösen Ausgangspunkt durch eine evolutionstheoretische Teleologie. Er unterstellte einen Drang aller Arten zur Perfektion und stellte den Idealtyp an das Ende der Entwicklung. Immanente Störelemente führten nicht nur zu einer Hemmung, sondern einer qualitativen Veränderung dieses Perfektionsprozesses, zur Umkehrung der Entwicklung, zur Regression.
Die Thematisierung des Zusammenhangs zwischen modernen Lebensbedingungen und psychischen Krankheiten wurde in den letzten zwei Jahrzehnten des 19. Jahrhunderts auch im deutschsprachigen Raum zunehmend durch Kollektivierung und Politisierung gekennzeichnet. 1886 prägte Richard von Krafft-Ebing den Terminus vom „nervösen Zeitalter“. Zunächst unabhängig von der Degenerationstheorie konstruierte Zivilisationskrankheiten wurden mit ihr verbunden. Es wurde nicht mehr nur die Entartung von Individuen diagnostiziert, sondern der gesamten Kultur. Die schwere psychische Erkrankung sexuell Perverser drückte sich auch durch Ausdrücke wie „moralische Idiotie“ und „originärer moralischer Schwachsinn“ aus.
Im 19. Jahrhundert legten Auguste Ambroise Tardieu, Johann Ludwig Casper und Carl Liman die Fundamente für die moderne Rechtsmedizin als empirisch fundierte Wissenschaft. Dazu zählten auch die Vergehen gegen die Sittlichkeit. Tardieu veröffentlicht 1857 in Paris Etude médico-légale sur les attentats aux moeurs, welche 1860 unter dem Titel Die Vergehen gegen die Sittlichkeit in staatsärztlicher Beziehung auf Deutsch erschien. Darin heißt es unter anderem:

„Ich will nicht versuchen, das Unbegreifliche begreiflich zu machen und den Ursachen der Päderastie [damaliger Ausdruck für Homosexualität] nachzuforschen. Man darf aber wohl fragen, ob diesem Laster etwas Anderes als blosse moralische Verderbtheit zu Grunde liegt, ob es eine Form der Psychopathia sexualis ist, deren Beschreibung wir Kaan verdanken. Nur die zügelloseste Ausschweifung, die vollkommenste Abstumpfung gegen sinnliche Genüsse kann es erklärlich machen, dass Familienväter sich der Päderastie ergeben und neben Frauen auch noch diese Widernatürlichkeiten geniessen.“

Casper veröffentlichte 1858 in Berlin das Handbuch der gerichtlichen Medizin und der Arzt Paul Moreau (de Tours) veröffentlichte 1877 seine erste Auflage des Werks Des aberrations du sens génésique („Die Abweichungen des Geschlechtstriebs“), eine der ersten „wissenschaftlichen“ Studien zur sexuellen Ausschweifung, welche wiederholt von Krafft-Ebing zitiert wurde und von Moll kritisiert wurde. Der in St. Petersburg arbeitende Syphilis-Experte Benjamin Tarnowsky veröffentlichte 1886 in Berlin seine Monographie Die krankhaften Erscheinungen des Geschlechtssinns, worin er das häufige Vorkommen sexueller Perversionen vermerkte.
Im selben Jahr erschien auch die erste Ausgabe der Psychopathia sexualis des österreichischen Psychiaters und Kriminal-Psychologen Richard von Krafft-Ebing. Bis 1924 erschienen 17 überarbeitete Ausgaben und es wurde in sieben Sprachen übersetzt. Sie wurde zu einem Standardwerk, aber auch ein weit über die Fachgrenzen hinaus bekannter berühmt-berüchtigter Bestseller. Krafft-Ebing drückte in der Psychopathia sexualis die Krise des bürgerlichen Selbstverständnisses am Ende des 19. Jahrhunderts aus und bot zugleich eine psychiatrische Diagnose und Deutung individueller und kollektiver Befindlichkeiten. Er wandte sich gegen eine ausschließlich strafrechtliche Sanktionierung sexueller Pathologien und dagegen, dass die Unzuchtstäter meist für voll zurechnungsfähig befunden wurden. Er warf der Rechtsprechung vor, nur die Tat, nicht aber den Täter strafrechtlich zu würdigen. Er plädierte für eine stärkere Verankerung psychiatrischer bzw. medizinischer Gutachten. Er warb für die Entkriminalisierung psychisch Kranker, aber auch gleichzeitig für ihre Pathologisierung. „Die concrete perverse Handlung“ war für Krafft-Ebing nicht entscheidend, „so monströs sie auch sein mag“. Vielmehr ging es ihm um eine „Unterscheidung zwischen Krankheit (Perversion) und Laster (Perversität)“ – und zwar auf Basis der „Gesamtpersönlichkeit des Handelnden“. Nach der Veröffentlichung erhielt er auch hunderte Briefe von Betroffenen, die sich vertraulich an ihn wandten. Foucault sah darin die ersten Opfer des medikalisierten Sexdiskurses. Nach dem Historiker Harry Oosterhuis waren sie nun auch eigenständige Subjekte, die erst durch Krafft-Ebings Buch erfuhren, dass sie mit ihrer Neigung nicht allein auf der Welt waren. Von Alfred Kind wurde es 1908 als eine „rudimentäre Form der Moraltheologie“ bezeichnet.
Krafft-Ebing formulierte in seiner Psychopathia sexualis auch das von der Moraltheologie übernommene Dogma: „Als pervers muss jede Aeusserung des Geschlechtstriebs erklärt werden, die nicht den Zwecken der Natur, i.e. der Fortpflanzung entspricht.“ Alles andere wird pathologisiert. Im Vergleich zu Thomas von Aquin entfiel einzig die zwingende Ehe.

### Pioniere
„Wie die Sexualform, die wir haben, ist die sexuelle Frage unterm Strich eine Frucht des Kapitalismus. Beide konnten nur heranreifen und abfallen, weil die Not der Menschen nicht mehr überwiegend Hungersnot war und gleichzeitig alle menschlichen Vermögen und Kräfte isoliert und als solche fetischisierend vergesellschaftet wurden.“

Im 18. Jahrhundert tauchte das Adjektiv sexuell auf und Anfang des 19. Jahrhunderts der Begriff Sexualität. Zunächst wurden sie für die Geschlechtlichkeit von Pflanzen, dann in der Zoologie und schließlich beim Menschen verwendet. Im Laufe des 19. Jahrhunderts begann sich der umfassende Begriff Sexualität allgemein einzubürgern. Die verschiedenen Komponenten zahlreicher Verhaltensweisen und Erscheinungen waren in dieser – gleichzeitig isolierenden und komprimierenden – Form zuvor nicht abstrahiert worden. Um 1850 begann die Geschichte der Sexualwissenschaft. Pioniere waren Paolo Mantegazza (1831–1910) und Karl Heinrich Ulrichs (1825–1895), sie waren beide ihrer Zeit weit voraus und veröffentlichten unabhängig voneinander mehrere Texte und Bücher über Liebe, Lust und Geschlechterfragen.
Der katholische Norditaliener Mantegazza sprach von „dieser Wissenschaft“ oder auch von der „Wissenschaft der Umarmungen“ und seine Werke wurden auch in Deutschland zu Bestsellern. Sigusch nennt ihn einen „Poetosexuologen“. Er schrieb über die Physiologie der Liebe. Mantegazza legte eine experimentalphysiologisch, kulturanthropologisch und sozialhygienisch, gelegentlich auch sozialphilosophisch orientierte Phänomenologie der heterosexuellen Liebe vor, die laut Sigusch „in der Geschichte der Sexualwissenschaft ihresgleichen sucht“. Er führte bereits naturwissenschaftliche Tier- und Menschen-Experimente durch und berichtete über statistisch-empirische und ethnologische Recherchen zu Schädelmaßen, Stillzeiten oder Suizidraten. 1886 legte er auch seine „Anthropologisch-kulturhistorische Studien über die Geschlechtsverhältnisse des Menschen“ vor, ein Ergebnis seiner Reisen etwa nach Argentinien, Ostindien und Lappland. Er war ein glühender Freund des weiblichen Geschlechts, erklärte Frauen als den Männern an Liebes- und Wollustpotenz überlegen und war davon überzeugt, dass sie ihnen eines Tages auch im Alltag gleichberechtigt gegenüberstehen würden. Einzig nahm er an, dass Frauen nicht so intelligent seien wie Männer. Als aufgeklärter Moralist verachtete er vor allem die „falschen Puritaner“ und „Tartüffe im kleinsten Format“. Er wollte den „trüben, stinkenden Nebel der Heuchelei“ beseitigen, „welcher uns alle einhüllt und zu gleicher Zeit nach Bordell und Sakristei riecht“, und beschwor die „keusche und heilige Nacktheit“ der Griechen, die er den „krankhaften Wollüsten unsres Jahrhunderts“ entgegenhielt. Unmodern war er, wenn es um Masturbation, Homosexualität und Oralverkehr ging, hier begann der Pionier der „gesunden und normalen“ Liebe zu stammeln: „angeborene Gehirnschwäche“. Trotz seiner Tribute an den wissenschaftlichen Zeitgeist (Darwinismus, Hygienediskurs) dominierte bei ihm ein erfrischender Hedonismus. Modern für seine Zeit waren auch seine Forderungen nach eugenischen Maßnahmen, wenn er durch „die Auswahl guter Erzeuger“ nach und nach „die Häßlichen und Schlechten fortschaffen“ wollte, um „unsere Rasse schrittweise und langsam [zu] verbessern“.
Der protestantische ostfriesische Gelehrte Ulrichs ist ein Pionier der Schwulenbewegung, „der erste, gewissermaßen historisch vorzeitige Schwule“. Er war der Erste, der eine wissenschaftliche Theorie für das formulierte, was heute Homosexualität genannt wird. Er glaubte an die Existenz eines drittens Menschengeschlechts, den Urning und die Urninde, daran, dass in einem männlichen Urning eine weibliche Seele sitze, an eine Angeborenheit seiner Neigung – wie schon Heinrich Hössli, aber noch ohne dessen Schriften zu kennen –, und erstmals manifestierte sich das Bewusstsein, dass sein eigenes sexuelles Empfinden ein integrativer Bestandteil der Persönlichkeit sei. Er trug dazu bei, dass der Homosexuelle zunehmend als eigenständiger Typus wahrgenommen wurde. Er kämpfte selbstbewusst um die Anerkennung der mannmännlichen Liebe, gegen die Strafbarkeit und versuchte das Phänomen zu erklären und schuf eine Einteilung, die in etwa unserer sexuellen Orientierung entspricht. Seine Wortschöpfung Uranismus gelangte unübersetzt bis nach Japan. Er sprach der „dionäischen Majorität“ (heterosexuelle Mehrheit) das Recht ab, „die menschliche Gesellschaft ausschließlich dionäisch zu konstruiren“, und stellte sich gegen das Vorurteil der Widernatürlichkeit und seiner mörderischen Konsequenzen, solange der Satz „Wessen Geschlechtsorgane männlich gestaltet sind, dem ist geschlechtliche Liebe zum weiblichen Geschlecht angeboren“ nicht für ausnahmslos alle Männer bewiesen sei. Er versuchte auch mit Uranus eine Zeitschrift für die Interessen des Uranismus herauszugeben; es erschien jedoch nur ein Heft 1870.

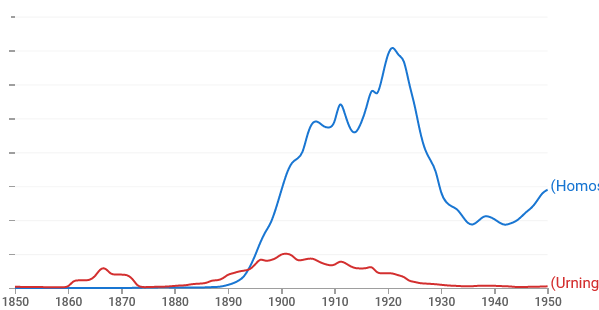
Begriffe um Homosexualität (blau) und Uranismus (rot) zwischen 1850 und 1950 in gemischter Literatur

Ein außergewöhnlich großes Forschungsinteresse gilt der Homosexualität, die zur Modellperversion avancierte: Zwischen 1898 und 1908 lassen sich allein über hundert einschlägige deutsche Publikationen zu diesem Thema nachweisen.
Ende des 19. Jahrhunderts begann die Psychoanalyse die Sexualpathologie zu verändern. Freuds Erkenntnisse waren nicht neu, sondern Synthesen bereits existierender Theorien. Weiters vollzog er eine radikale Abkehr vom biologischen Determinismus sexualpathologischer Prägung. Er löste sich auch von einer fixen Unterscheidung zwischen perversen Naturen und normalen Individuen und postulierte stattdessen ein Kontinuum zwischen ‚gesundem‘ und ‚krankem Sexualtrieb‘. Er ging davon aus, dass die Anlagen zu Perversionen beim einzelnen unterschiedlich stark ausgeprägt seien und hinsichtlich ihrer Intensität von Umwelteinflüssen abhängig seien.

### Begriffsgeschichte und Etablierung als Wissenschaftszweig
Das erste Mal tauchte der Begriff Sexualwissenschaft 1898 eher beiläufig in Sigmund Freuds Aufsatz Die Sexualität in der Ätiologie der Neurosen auf, welcher in der Wiener Klinischen Rundschau erschien. Er fand, dass sie leider noch als unehrlich gelte. Auch der Lebensreformer Karl Vanselow verwendete 1905 den Begriff bei der Gründung seiner Vereinigung für Sexualreform, wo er als eines ihrer Ziele die „Errichtung einer Zentralstelle für Sexualwissenschaft unter Leitung berufener Fachgelehrter“ sah.
Der Berliner Dermatologe Iwan Bloch veröffentlichte 1906 sein Werk Das Sexualleben unserer Zeit in seinen Beziehungen zur modernen Kultur. Er forderte darin die Etablierung einer „Sexualwissenschaft“ als einer eigenständigen Forschungsrichtung, welche die Methoden und Einsichten der Natur- und der Geisteswissenschaften in sich vereinen sollte. Im Vorwort zu Die Prostitution aus dem Jahre 1912 machte Bloch geltend, dass „der Name und Begriff einer umfassenden ‚Sexualwissenschaft‘“ im Jahr 1906 von ihm gebildet und in die Wissenschaft eingeführt wurde. Diese Feststellung wiederholte er auch in späteren Werken und sie wurde von anderen anerkannt, auch wenn es bei der Begriffsbildung falsch war. In einer Rezension zu Blochs Buch charakterisierte der Schriftsteller und Verleger Georg Hirth 1907 unter der Überschrift „Sexualwissenschaft!“ die Sexualwissenschaft als „die letzte und jüngste aller Wissenschaften, trotzdem die Wichtigste“. Im selben Jahr ermunterte der Psychologe Willy Hellpach in einer positiven Kritik Bloch dazu, sein Buch zu einem „Handbuch für Sexualwissenschaft“ auszuweiten, welches „auch dem Psychologen und Psychopathologen die größten Dienste leisten können“ werde. Die Idee wurde später von Bloch aufgegriffen. Hermann Rohleder machte sich, wahrscheinlich unabhängig von Bloch, 1907 für die Etablierung einer Sexologie oder Geschlechtswissenschaft stark.
Am Anfang des 20. Jahrhunderts erlebte die Sexualforschung ihre erste und zugleich größte Blüte als wissenschaftliche Disziplin. 1908 gründete der Berliner Mediziner Magnus Hirschfeld die erste Zeitschrift für Sexualwissenschaft. Als Mitherausgeber gewann er den österreichischen Ethnologen Friedrich Salomon Krauss. Dies sollte von vornherein den fächerübergreifenden Charakter signalisieren. Die Autoren des ersten und einzigen Jahrgangs kamen aus Deutschland, Österreich, Polen, Italien und der Schweiz. Ebenfalls 1908 gab Max Marcuse die Zeitschrift Sexual-Probleme – Zeitschrift für Sexualwissenschaft und Sexualpolitik heraus. 1909 wurden sie vereinigt. Ebenfalls seit 1908 führte Rohleder im Reichsmedizinalanzeiger eine Rezensionsrubrik Sexualwissenschaft. 1913 wurde in Berlin die Ärztliche Gesellschaft für Sexualwissenschaft (ÄGeSe) gegründet, welche noch im selben Jahr den Namenszusatz „… und Eugenik“ bekam. Vorsitzender war Albert Eulenburg, Stellvertreter waren Iwan Bloch und Magnus Hirschfeld. Ein dreiviertel Jahr später entstand ebenfalls in Berlin, als eine Art Konkurrenzunternehmen, die Internationale Gesellschaft für Sexualforschung (InGeSe) mit Julius Wolf als Vorsitzendem und Albert Moll als Stellvertreter.
Das erste Institut für Sexualwissenschaft wurde 1919 von Hirschfeld errichtet. Es war eine privat finanzierte Mischung aus „Aufklärungszentrale, Beratungsstelle und Zufluchtsstätte“, in der zeitweise auch Walter Benjamin und Ernst Bloch Untermieter waren. Er organisierte 1921 in Berlin den ersten sexualwissenschaftlichen Kongress, eine Internationale Tagung für Sexualreform auf sexualwissenschaftlicher Grundlage. Dieser führte 1928 in Kopenhagen zur Gründung einer Weltliga für Sexualreform mit Hirschfeld, Auguste Forel und Havelock Ellis als ersten Präsidenten. Weitere Kongresse der Liga fanden 1929 in London, 1930 in Wien und 1932 in Brünn statt. Auch Rivale Moll organisierte mit der InGeSe 1926 einen großen Kongress in Berlin. Ein zweiter Kongress dieser Gesellschaft fand 1930 in London statt.

### Zeit des Nationalsozialismus und USA
Volkmar Sigusch zufolge sei es nicht verwunderlich, dass viele Personen der Sexualwissenschaft wie Iwan Bloch, Albert Moll, Max Marcuse oder Magnus Hirschfeld Juden waren. In diesem Bereich hätten „wegen deren ‚schmutziger‘ Materie jüdische Ärzte am ehesten eine Karriere machen“ können und sie sei auf diese Weise von den „sauberen, männlichen Fächern ferngehalten“ geworden. Auch gebe es bei näherer Betrachtung unterschiedliche Bilder von Sexualität in der jüdischen und der christlichen Tradition. Die jüdische Religion kenne keine Verurteilung von Sexualität und sexueller Befriedigung, wie sie in vielen Epochen das christliche Denken dominiert habe. Sexualität werde als conditio humana betrachtet. Und es könne die damalige Fülle antisemitischer Sexualbilder (Mädchenhändler, Rassenschänder) dazu beigetragen haben, das Interesse der Juden auf die Sexualwissenschaft zu lenken. Der bekannteste war Hirschfeld und den Nationalsozialisten dreifach verhasst: Er war Jude, Sozialist und homosexuell. Er wurde schon 1920 zusammengeschlagen und für tot liegengelassen, und ab 1930 konnte er in Deutschland seines Lebens nicht mehr sicher sein; er reiste um die Welt und ging direkt ins Exil. Bereits am 6. Mai 1933 wurde sein Institut geplündert und am 10. Mai wurden seine Schriften, zusammen mit denen anderer Autoren, verbrannt. Auch viele andere Wissenschaftler flohen aus Deutschland. So wurde die Sexualwissenschaft in der Zeit des Nationalsozialismus und lange danach erheblich beeinträchtigt. Sie wurde dort vor allem auf eugenische Aspekte reduziert und als pseudowissenschaftliches Argument für den Rassenwahn missbraucht.
Ernsthafte Sexualforschung fand ab nun nur außerhalb Deutschlands statt, vor allem in den USA. Vertriebene jüdische Wissenschaftler hatten großen Einfluss auf die Fachgesellschaften, sie arbeiteten aber eher psychoanalytisch und therapeutisch, nicht empirisch. Zu den emigrierten Sexualwissenschaftlern gehörten Hans Lehfeldt, späterer Mitbegründer der Society for the Scientific Study of Sexuality, Ernst Gräfenberg 1940 auf Intervention der internationalen Gesellschaft für Sexologie, nachdem er 1937 verhaftet worden war. Harry Benjamin befand sich schon seit dem Ersten Weltkrieg in den USA. Teilweise gab es aber auch dort wenig Geld für bestimmte Forschungen. Über die Rockefeller-Stiftung wurden ab 1914 Mittel zur Verfügung gestellt, die Familie Rockefeller war an der Förderung der Sexualwissenschaft interessiert. In den 1920er Jahren wurde die Unterstützung noch deutlicher angeboten und führte dann zur Schaffung eines sexologischen Komitees im Nationalen Forschungsrat. Dieser erwies sich jedoch bald als Bremse der gewünschten Forschung. Die wissenschaftlichen Mitglieder, welche das Geld verteilten, stellten sicher, dass es nur für „respektable“ biologische Untersuchungen verwendet wurde. Eine Erforschung der menschlichen Sexualität fand nicht statt, sie wurde von den traditionellen Akademikern verhindert, und als besonders „verdächtig“ galt die sozialwissenschaftliche Sexualforschung. Sie vermieden den Kontakt zu den damaligen deutschen Sexologen, sprachen sich gegen eine sexualwissenschaftliche Zeitschrift aus und legten auch keine Spezialbibliothek an. Auch als Hirschfeld 1930/1931 in die USA reiste, vermieden sie jeden Kontakt mit ihm. Die Rockefellers mischten sich nicht direkt ein, da sie bei diesem kontroversen Thema auf die „Experten“ angewiesen waren. Mit der Zeit sei die dauernde Zweckentfremdung jedoch peinlich geworden und es wurde befürchtet, „alles“ zu verlieren. So sah man sich doch nach einem echten sexualwissenschaftlichen Projekt um und stieß auf den Biologen Alfred C. Kinsey. Als heterosexueller Familienvater an einer ländlichen Universität schien er relativ harmlos. Kinseys Erfolg war jedoch ein zweischneidiges Schwert. Seine Reports erregten den Unmut konservativer politischer und religiöser Kreise, vor allem deshalb, weil in den Kinsey-Reports ein vorher unvermutetes Ausmaß homosexuellen Verhaltens dokumentiert wurde. Noch stärker wurden die Anfeindungen, als der Report über die Frauen erschien. Kinsey wurde unterstellt, unter kommunistischem Einfluss zu stehen, was einen in der McCarthy-Ära in starke Bedrängnis brachte. Nachdem die Regierung drohte, der Rockefeller-Stiftung die Steuervergünstigungen zu entziehen, strich diese Kinsey 1953 die Mittel und förderte stattdessen einige seiner schärfsten Kritiker. Die Stiftung wurde zusammen mit ähnlichen Stiftungen durch feindselige Kongressuntersuchungen behelligt. Das Kinsey-Institut besteht weiter, wurde später auch teilweise aus Bundesmitteln unterstützt, fand aber nicht mehr zu seiner ursprünglichen Linie zurück.

### Deutschland nach 1945
„Um etwas von der heutigen Situation der Sexualwissenschaft zu verstehen, muss man sich dieses institutionell zersplitterte, theoretisch zerklüftete und politisch polarisierte Feld aus ‚linken‘ Eugenikern und ‚rechten‘ Bevölkerungsdemagogen, Sozialreformern und ‚reinen‘ Wissenschaftlern, ins Gedächtnis rufen“, schrieb die Journalistin Ulrike Baureithel im Juni 2010 anlässlich des 70sten Geburtstages von Volkmar Sigusch.
Im Jahr 1950 führte die Initiative des Arztes und Sexualforschers Hans Giese zur Gründung der Deutschen Gesellschaft für Sexualforschung (DGfS). Diese älteste und größte Fachgesellschaft in Deutschland hatte sich die Förderung der Sexualwissenschaft in Theorie, Forschung und Lehre zur Aufgabe gemacht. War sie „in den ersten Jahrzehnten von ihrer Grundorientierung her eine medizinische Fachgesellschaft mit einer ausgeprägt normativen Ausrichtung“, hat die nachfolgende Generation sie „stärker sozialwissenschaftlich und damit einhergehend gesellschaftskritisch positioniert“. Ausdruck dessen sind unter anderem ihre sexualpolitischen Stellungnahmen.
1959 wurde unter dem Namen Institut für Sexualforschung und auf Anregung von Hans Bürger-Prinz und Hans Giese in Hamburg „die erste universitäre Einrichtung im Bereich der Sexualwissenschaft der deutschen Nachkriegszeit“ eingerichtet.
Ende der 1960er Jahre gewannen übereinstimmend mit dem gesellschaftspolitischen Wandel Sexualwissenschaftler wie Volkmar Sigusch, Gunter Schmidt, Eberhard Schorsch, Martin Dannecker, Günter Amendt und andere an Bedeutung. Hervorgegangen aus dem Hamburger Institut, waren einige von ihnen zunächst unter der Leitung von Schorsch am inzwischen umbenannten Institut des Universitätsklinikums (UKE) tätig, andere unter Leitung von Sigusch an dem von ihm 1972 gegründeten Institut an der Frankfurter Universität. Zu ihrer Zeit hatte Schorsch das Hamburger Institut auf Sexualstraftaten und Sigusch das Frankfurter Institut auf sexuelle Funktionsstörungen konzentriert – jeweils unter dem gemeinsamen fachwissenschaftlichen Dach der DGfS, für die ein interdisziplinärer Ansatz sexualwissenschaftlicher Forschung und Lehre bis heute bedeutsam ist.
Im Jahr 1986 beklagte Schorsch in seiner Besprechung von Siguschs Buch Vom Trieb und von der Liebe die Blindheit der Sexualwissenschaft:

„Je länger Sexualwissenschaft besteht und fortschreitet, desto radikaler hat sie sich aus anthropologischen, philosophischen, überhaupt theoretischen Bezügen gelöst und wird zu einer pragmatischen Verhaltenswissenschaft, in der beschrieben, gemessen, gezählt wird. […] Solcherlei Sexualwissenschaft ist theorielos und blind. Die großen theoretischen Entwürfe über die Sexualität seitens der Psychoanalyse, Soziologie, Philosophie, Literatur – stammen durchweg nicht aus der Sexualwissenschaft, schlimmer noch: sie sind von dieser kaum rezipiert worden. Hier grenzt sich Sigusch ab. ‚Eine von Geschichts- und Gesellschaftstheorie getrennte Theorie der Sexualität des Menschen ist keine. Wer über Sexualität ernsthaft nachdenkt, hat die ganze Gattungsgeschichte des Menschen und mehr am Hals‘ (‚Trieb‘, S. 72).“

Das 1996 gegründete Institut für Sexualwissenschaft und Sexualmedizin an der Berliner Humboldt-Universität betrachtet sich in Nachfolge des 1919 von Hirschfeld in Berlin gegründeten und am 6. Mai 1933 zerstörten Instituts ebenfalls in der Tradition der deutschen Sexualwissenschaft, richtete sich aber mit seiner Mitgliedschaft in einer anderen und vergleichsweise noch jungen Fachgesellschaft – der Deutschen Gesellschaft für Sexualmedizin, Sexualtherapie und Sexualwissenschaft (DGSMTV)  – auch inhaltlich anders aus. Der Berliner Instituts-Direktor Klaus M. Beier hat seine beruflichen Wurzeln als Wille-Schüler im Kieler Institut, das 1973 zunächst als nicht-selbstständige Einrichtung gegründet wurde.
Nachdem die Universität Frankfurt das Sigusch-Institut nach seiner Emeritierung 2006 geschlossen hatte, wurde wenige Jahre später in Kiel eine „Stärkung des Faches beschlossen“. Die Frage, ob diese gegenläufigen Entscheidungen mit der inhaltlich unterschiedlichen Ausrichtung in Verbindung zu bringen sind, ist bisher medizinhistorisch nicht untersucht und einem weiteren Kapitel der Geschichte der Sexualwissenschaft vorbehalten.
Zu den aktuell in Deutschland bekannten Sexualwissenschaftlern (Stand 2020) gehören beispielsweise Klaus Michael Beier (Arzt), Jessica Benjamin (Sozialwissenschaftlerin), Martin Dannecker (Psychologe), Shere Hite (Geschichtswissenschaftlerin), Volkmar Sigusch (Psychiater) und Estela Welldon (Psychoanalytikerin).

## Forscher und Theoretiker
Bekannte Sexualwissenschaftler
- William Acton (1814/15–1877)
- Alfred Adler (1870–1937, stirbt ein Jahr vor dem „Anschluss“ Österreichs)
- Sophinette Becker (1950–2019)
- Klaus Michael Beier (* 1961)
- Harry Benjamin (1885–1986)
- Jessica Benjamin (* 1946)
- Gisela Bleibtreu-Ehrenberg (1929–2025)
- Iwan Bloch (1872–1922)
- Ernst Bornemann (1915–1995)
- Vern Leroy Bullough (1928–2006)
- Ulrich Clement (* 1950)
- Martin Dannecker (* 1942)
- Havelock Ellis (1859–1939)
- Albert Eulenburg (1840–1917)
- Auguste Forel (1848–1931)
- Sigmund Freud (1856–1939, Exil im Vereinigten Königreich)
- Rolf Gindorf (1939–2016)
- Ernst Gräfenberg (1881–1957, Exil in den USA)
- Otto Gross (1877–1920)
- Erwin J. Haeberle (1936–2021)
- Max Hodann (1894–1946, Exil in Schweden)
- Magnus Hirschfeld (1868–1935, Exil in Frankreich) und sein Institut für Sexualwissenschaft
- Shere Hite (1942–2020)
- Virginia Eshelman Johnson (1925–2013)
- Helmut Kentler (1928–2008)[50]
- Alfred Charles Kinsey (1894–1956)
- Aleksandar Kostić (1893–1983)
- Richard von Krafft-Ebing (1840–1902)
- Friedrich Salomon Krauss (1859–1938, starb kurz nach dem „Anschluss“ Österreichs)
- Otto Krieger (1880–1968)
- Arthur Kronfeld (1886–1941, Exil in der Sowjetunion)
- Rüdiger Lautmann (* 1935)
- Hans Lehfeldt (1899–1993, Exil in den USA)
- Ludwig Levy-Lenz (1892–1966, Exil in Ägypten)
- Herbert Lewandowski (1896–1996, Exil in der Schweiz)
- Paolo Mantegazza (1831–1910)
- Max Marcuse (1877–1963, Exil in Palästina)
- William Howell Masters (1915–2001)
- Albert Moll (1862–1939, verliert seine ärztliche Approbation)
- Friedemann Pfäfflin (* 1945)
- Wilhelm Reich (1897–1957, Exil zuerst in Skandinavien, dann in den USA)
- Reimut Reiche (* 1941)
- Ferdinand Freiherr von Reitzenstein (1876–1929)
- Gunter Schmidt (* 1938)
- Siegfried Schnabl (1927–2015)
- Eberhard Schorsch (1935–1991)
- Volkmar Sigusch (1940–2023)
- Eugen Steinach (1861–1944, Exil in der Schweiz)
- Felix Theilhaber (1884–1956, Exil in Palästina)
- Karl Heinrich Ulrichs (1825–1895)
- Theodoor Hendrik van de Velde (1873–1937)
- Estela Welldon (* 1939)
- Reinhard Wille (1930–2014)
- Charlotte Wolff (1897–1986, Exil im Vereinigten Königreich)

## Übersicht: Verschiedene sexualwissenschaftliche Ansätze sowie ihre Vertreter
Die folgende Übersicht ist der Quelle unter entnommen.

### Psychologisch-theoretische Ansätze
Der psychoanalytische Ansatz geht auf Sigmund Freud, Alfred Adler und Reimut Reiche zurück.
Vertreter des marxistisch-psychoanalytischen Ansatzes sind Wilhelm Reich (Sex-Pol-Bewegung) und Erich Fromm.
Zum Entwicklungspsychologischen Ansatz gehören Jean Piaget, Lawrence Kohlberg, D’Andrade, Money und Erhardt.
Die Funktionalistische Sexualwissenschaft vertreten Talcott Parsons, Bronislaw Malinowski und Margaret Mead.
Die Interpretative Sexualwissenschaft geht auf Edmund Husserl, Alfred Schütz, H. Blumer, Peter L. Berger / Thomas Luckmann, Erving Goffman und Rüdiger Lautmann zurück.
Ein Vertreter der traditionellen Sexualsoziologie und Sexualwissenschaft ist Helmut Schelsky.

### Naturwissenschaftlich-empirische Ansätze
Medizin-psychiatrische Sexualwissenschaftler sind Hans Giese, Hans Bürger-Prinz und Eberhard Schorsch als forensischer Psychiater.
Zum Ansatz der empirischen Sexualwissenschaft gehören Alfred Charles Kinsey, Masters und Johnson, Desmond Morris, Hans Giese, Gunter Schmidt, Ludwig von Friedeburg und Christensen.

### Sozialwissenschaftlich-empirische Ansätze
Den Historisch-materialistischen Ansatz vertreten Ernst Bornemann und Günter Amendt sowie Alfred Charles Kinsey und Volkmar Sigusch.

## Aus-, Fort- und Weiterbildung
Die Hochschule Merseburg bietet mehrere Studiengänge im sexualwissenschaftlichen Bereich an. Zum einen den Master-Studiengang der angewandten Sexualwissenschaft, zum anderen den berufsbegleitenden Weiterbildungsmaster Sexologie.